# Crotalaria angustifolia
Crotalaria angustifolia là một loài thực vật có hoa trong họ Đậu. Loài này được (Gagnep.) Niyomdham miêu tả khoa học đầu tiên.